# Travis Fine
Travis Lane Fine ((nascut el 26 de juny de 1968) és un actor, escriptor, director i productor nord-americà, potser més conegut per la seva pel·lícula Any Day Now, i pels seus papers a Innocència interrompuda i The Young Riders.

## Personal life
Fine va néixer a Atlanta, Geòrgia, el segon fill de Maxine Parker Makover i Terry Fine, un golfista professional. Té un germà gran, Todd, i una germana petita, Kelly. Els seus pares es van divorciar quan ell tenia sis anys. Es va criar a Hickory Flat i Atlanta, Geòrgia, però es va traslladar a Los Angeles, Califòrnia quan tenia quinze anys, i hi ha viscut des d’aleshores. El 1986, es va graduar a la Beverly Hills High School a Beverly Hills (Califòrnia). Va assistir al Pitzer College a Claremont (Califòrnia) durant 1 any i finalment es va llicenciar en Ciències de l'Aviació a la Utah Valley University.
El Dia de Sant Valentí de 1993, Fine es va casar amb Jessica Resnick, però la parella es va divorciar el 1995. El 29 de juny de 2002, es va casar amb la seva dona actual, Kristine Fine (n. Hostetter). Té dues filles nascudes el 1994 i el 2004, i un fill nascut el 2007. Fine és jueu.

## Carrera
La carrera d'actor de Fine va començar als set anys quan va interpretar a John Henry en una producció escènica de Member of the Wedding a l'Alliance Theatre d'Atlanta. Durant els anys següents, va protagonitzar produccions teatrals a l'Alliance Theatre, a la Children's Theatre Company de Minneapolis i a la Beverly Hills High School, incloses les escenificacions de: A Christmas Carol , Peter Pan, Oliver!, Macbeth, Llegenda de Sleepy Hollow,  On Golden Pond, Tom Sawyer, Grease i Amadeus (en el qual va interpretar Mozart). El seu debut a la pantalla va arribar als dotze anys a A Time for Miracles, protagonitzada per Lorne Greene.
El 1989, Fine va cridar l'atenció com el genet mut i calb de Pony Express Ike McSwain, a la sèrie western de l'ABC The Young Riders. Fine va abandonar el programa a principis de la tercera i l'última temporada, quan el seu personatge va ser assassinat intentant protegir la noia que estimava.
Fine ha protagonitzat capítols de CSI: Crime Scene Investigation, Family Law, The Lazarus Man , JAG, Quantum Leap i Vengeance Unlimited. Ha aparegut en pel·lícules i minisèries de televisió, com ara The President's Man, Shake, Rattle and Roll: An American Love Story, Menendez: A Killing in Beverly Hills (interpretant Erik Menéndez) i Cruel Doubt.
Les seves aparicions al cinema inclouen The Thin Red Line, Innocència interrompuda i Child's Play 3.
Fine va vendre el seu primer guió, The Lords of the Sea (escrit el 1994), a Howard Koch Jr., després del qual va ser contractat per escriure episodis de Diagnosis: Murder i Dr. Quinn, Medicine Woman. El 1996, va assistir a la New York Film Academy, on va escriure, dirigir i produir diversos curtmetratges. Un any més tard, va escriure, produir i dirigir el seu primer llargmetratge, The Others, una comèdia de secundària.
L'any 2002, Fine va començar una nova carrera en l'aviació comercial assistint a l'escola de vol ATP. L'any 2003, va ser contractat com a primer oficial pilotant avions regionals d'Embraer per a Chatauqua Airlines, tot i que va dir que "no descarta fer més actuacions" i que segueix escrivint guions.
A la tardor de 2009, Fine va escriure i dirigir The Space Between, protagonitzada per Melissa Leo. La pel·lícula es va estrenar al Festival de Cinema de Tribeca, va guanyar el Gran Premi al Festival Internacional de Cinema Heartland i després es va emetre a USA Network com a pel·lícula d'esdeveniments sense comercials en el 10è aniversari del 9/11.
El 2012, Fine va coescriure, produir i dirigir Any Day Now, una pel·lícula LGBT ambientada als anys 70, protagonitzada per Alan Cumming, Garret Dillahunt, Isaac Leyva i Frances Fisher. Travis va produir la pel·lícula amb la seva dona Kristine Hostetter Fine. Abans del seu llançament als Estats Units, Any Day Now va guanyar premis, inclòs el Premi del Públic 2012 en sis festivals de cinema diferents, com ara el Festival de Cinema de Tribeca, Outfest i Festival de Cinema de Woodstock.

## Filmografia
| Any  | Títol                   | Paper                     |
| ---- | ----------------------- | ------------------------- |
| 1991 | Child's Play 3          | Lt. Col. Brett C. Shelton |
| 1997 | The Others              | VTV Cameraman             |
| 1998 | The Thin Red Line       | Pvt. Weld                 |
| 1999 | Innocència interrompuda | John                      |
| 2000 | We Married Margo        | Amic de bàsquet           |
| 2001 | Jack the Dog            | Buddy                     |
| 2001 | Gresca de solters       | Jan                       |
| 2010 | The Space Between       | Pilot d'avió              |